# 張一鳳
張一鳳（16世紀—17世紀），字聖瑞，號五若，廣東廣州府東莞縣城西人，明朝政治人物。

## 生平
張一鳳是萬曆三十四年（1606年）丙午科廣東鄉試舉人，授四川夔州府推官，任内清理屯田、嚴核包占，富豪屏跡，視察重慶、順慶、保寧、敘州、馬湖、瀘州，增加北衛數萬金軍需，獲舉卓異第一，擢工部主事，陞員外郎、郎中，兩次修繕慶陵，省錢四萬餘緡。出為廣西布政使司參議、兵備左江，督察安南積聚九年欠下貢品，調湖廣按察司副使，兩運漕船又省下經費七千餘兩，上級打算侵吞，被他拒絕後竟然掠取一半，他向戶部呈報此事，為對方所怨，在計典中將他罷職。
張一鳳能鑑知人才，同鄉蘇觀生、族弟張家玉皆是他的門生，在工部任職時流寇告急，朝廷下詔百官舉薦賢能，有人特意拿出千金求薦，他嘆息：「時事如此，怎可使行為不端的人謀官呢？」於是推薦蘇觀生；張家玉家中貧窮，他讓對方在公署讀書，又為其營辦婚娶。他為人愷悌愛賢，卻又以公家之利知無不為，有古代大臣風烈，因未竟其用讓士子婉惜，年六十五去世。隆武帝即位，蘇觀生上疏請求褒卹，得遣使諭祭。

## 家族
有子五人，張俌、張仲、張儐、張似、張份。

## 引用
1. 1 2  民國《東莞縣志·卷六十三·人物略十》：張一鳳，字聖瑞，號五若，城西人 周志，萬厯三十四年舉人，授夔州府推官 彭志，清釐屯田、嚴覈包占，豪右屏跡，察盤重順保敘馬瀘六屬，增北衛數萬金軍需，舉卓異第一，擢工部主事，遷員外郎、郎中，兩修慶陵省金錢四萬餘緡，陞廣西左江參議，督儹安南九年闕貢，夷民畏慕 蘇觀生撰墓志，遷湖廣督糧副使，兩運漕艘省經費七千餘兩 張巽撰傳。會省吏以督餉至，欲為乾沒，一鳳持不可，竟攫其半而去，一鳳上其事於計部，省吏大憾竟罣計典歸 蘇觀生撰墓志。一鳳具知人鑒，同里蘇觀生，族弟張家玉俱出其門 《名山集》，官工部時流寇警急，詔百官各舉賢能，有行千金求薦者，歎曰：「時事如此，豈可使匪人干進耶？」 彭志，遂以觀生應詔 蘇觀生撰墓志，家玉貧，招令讀書署中，又為營婚娶以紓困乏 《名山集》。為人愷弟篤誠，愛賢容眾，至於釐奸剔蠧義形於色，公家之利知無不為，有古大臣風烈，未竟其用，士論惜之，年六十五卒。唐王立，觀生疏請褒卹，遣使諭祭 蘇觀生撰墓志，子五人，俌、仲、儐、似、份，別有傳。